# Wizards of Waverly Place (nhạc phim)
Wizards of Waverly Place là album nhạc phim từ Disney Channel Original Series cùng tên. Album được phát hành dưới dạng CD và kỹ thuật số vào ngày 4 tháng 8 năm 2009, bởi Walt Disney Records. Album gồm các bài hát từ series và phim Wizards of Waverly Place: The Movie.

## Danh sách bài hát
| Phiên bản tiêu chuẩn | Phiên bản tiêu chuẩn                                            | Phiên bản tiêu chuẩn                        | Phiên bản tiêu chuẩn | Phiên bản tiêu chuẩn |
| STT                  | Nhan đề                                                         | Sáng tác                                    | Nghệ sĩ trình bày    | Thời lượng           |
| -------------------- | --------------------------------------------------------------- | ------------------------------------------- | -------------------- | -------------------- |
| 1.                   | "Disappear"                                                     |                                             | Selena Gomez         | 3:39                 |
| 2.                   | "Magical"                                                       |                                             | Selena Gomez         | 2:54                 |
| 3.                   | "Magic*" (bản gốc của Pilot)                                    | David Paton, William Lyall                  | Selena Gomez         | 2:49                 |
| 4.                   | "Strange Magic" (bản gốc của Electric Light Orchestra)          |                                             | Steve Rushton        | 3:20                 |
| 5.                   | "Magic**" (bản gốc của The Cars)                                | Ric Ocasek                                  | Honor Society        | 3:51                 |
| 6.                   | "Every Little Thing She Does Is Magic" (bản gốc của The Police) | Sting                                       | Mitchel Musso        | 3:44                 |
| 7.                   | "Magic Carpet Ride" (bản gốc của Steppenwolf)                   |                                             | KSM                  | 2:57                 |
| 8.                   | "Magic***" (bản gốc của Olivia Newton-John)                     | John Farrar                                 | Meaghan Jette Martin | 4:08                 |
| 9.                   | "You Can Do Magic" (bản gốc của America)                        | Russ Ballard                                | Drew Seeley          | 3:33                 |
| 10.                  | "Some Call It Magic"                                            | Matthew Gerrard, Robbie Nevil, Raven-Symone | Raven-Symoné         | 3:13                 |
| 11.                  | "Do You Believe in Magic" (bản gốc của The Lovin' Spoonful)     | John Sebastian                              | Aly & AJ             | 2:13                 |
| 12.                  | "Everything Is Not What It Seems" (bài hát chủ đề)              |                                             | Selena Gomez         | 0:51                 |

| Phiên bản tại Mexico (bài hát bổ sung) | Phiên bản tại Mexico (bài hát bổ sung)                                                   | Phiên bản tại Mexico (bài hát bổ sung) | Phiên bản tại Mexico (bài hát bổ sung) |
| STT                                    | Nhan đề                                                                                  | Nghệ sĩ trình bày                      | Thời lượng                             |
| -------------------------------------- | ---------------------------------------------------------------------------------------- | -------------------------------------- | -------------------------------------- |
| 13.                                    | "Nada Es Aquí Lo Que Es" (Everything Is Not What It Seems) (phiên bản tiếng Tây Ban Nha) | Romina Marroquín Payró                 | 0:50                                   |

| Phiên bản tại Hi Lạp (bài hát bổ sung) | Phiên bản tại Hi Lạp (bài hát bổ sung)                                                    | Phiên bản tại Hi Lạp (bài hát bổ sung) |
| STT                                    | Nhan đề                                                                                   | Thời lượng                             |
| -------------------------------------- | ----------------------------------------------------------------------------------------- | -------------------------------------- |
| 13.                                    | "Min Pisteveis Panta Oti Deis" (Everything Is Not What It Seems) (phiên bản tiếng Hi Lạp) | 0:50                                   |

## Xếp hạng và doanh thu
Album mở đầu tại vị trí thứ 24 trên bảng xếp hạng Billboard 200, bán ra 18,000 đơn vị tuần đầu phát hành. Album đã bán được 105,000 bản tại Mỹ tính đến tháng 2 năm 2015.
| Bảng xếp hạng (2009)        | Vị trí cao nhất |
| --------------------------- | --------------- |
| Hoa Kỳ Billboard 200        | 24              |
| Hoa Kỳ Top Soundtracks      | 4               |
| Hoa Kỳ Kid Albums           | 3               |
| Mexican Albums Top 100      | 32              |
| Na Uy Albums Top 40         | 27              |
| Anh Quốc Soundtracks Albums | 1               |